# Алессандро Парізотті
Алессандро Парізотті (італ. Alessandro Parisotti; 24 липня 1853 — 4 квітня 1913) — був італійським композитором і музичним редактором.

## Життя і творчість
Алессандро Парізотті хоча й був композитором, сьогодні відомий більше як упорядник збірки пісень, відомих як Arie antiche (Arie antiche: ad una voce per canto e pianoforte, Мілан, 1885–1888). Збірка містить три томи пісень або арій, опублікованих як посібник з класичного співу, але три томи з тих пір були зведені до однотомних екстрактів, відомих як 24 італійські пісні та арії.
Парізотті зібрав ці "античні" арії (arie antiche — це італійський) у той час, коли було в моді відродження забутої музики класичної та барокової епохи, зокрема саме в цей час Мендельсон «відроджує» Страсті за Матвієм Й.С. Баха в Берліні (1829). Парізотті знайшов ноти забутих арій та дуетів і переклав їх для співу з супроводом фортепіано. При цьому Парізотті романтизував їх, змінюючи розміщення слів, гармонію, або додаючи до мелодичної лінії орнаментику. Такий підхід був властивий і іншим упорядникам того часу, зокрема Оліверу Дітсону. Арії в обробках Парізотті і досі часто виконують у концертних програмах.
Одна з відомих арій зі збірки Парізотто - "Se tu m'ami". була приписана Джованні Баттісті Перголезі, але оскільки жодних ранніх рукописів цього твору не було знайдено, вчені вважають, що Парізотті сам склав цей твір. Текст цієї арії був узятий із збірки Паоло Роллі "Di canzonette e di cantate librue due", опублікованої в Лондоні в 1727 р.